# Маквей, Франклин
Франклин Макве́й (англ. Franklin MacVeagh [mək'veɪ]) — 45-й министр финансов США.
Родился в Финиксвилле, округ Честер, Пенсильвания. В 1862 году окончил Йельский университет, где он был членом общества Череп и кости. В 1864 году окончил Колумбийскую юридическую школу. Он работал как оптовый бакалейщик и адвокат. Он был директором Коммерческого Национального банка Чикаго в течение 29 лет, пока президент США Уильям Тафт в 1909 году не попросил, чтобы он стал министром финансов США. Он не занимался неотложной проблемой валютной реформы, оставляя это Национальной денежной комиссии, которая была учреждена законом Олдрича-Вриланда от 1907 года. Однако, в своём годовом отчёте он подчеркивал безотлагательность реформы. Он запомнился увеличением эффективности и общей прогрессивности министерства финансов США. Он отменил 450 ненужных положений, реабилитировал американское Таможенное обслуживание с введением электрических автоматических устройств взвешивания и признал удостоверенные чеки вместо валюты в качестве оплаты за налог на внутренний доход и таможенные расходы. Он также принимал участие в создании «никеля Буффало».
Он был братом Уэйна Маквей — Генерального прокурора Соединённых Штатов.
Его дом в Вашингтоне, округ Колумбия, был разработан и построен в 1906 году известным архитектором Джорджем Окли Тоттен младшим и был известен как «Розовый Дворец». Теперь он является штаб-квартирой Межамериканского Совета по защите.
Маквей умер в 1934 году и похоронен на кладбище Грейсленд в Чикаго.